# José Cappa y Manescau
José Cappa y Manescau fue un pintor español del siglo XIX.

## Biografía
Pintor natural de Madrid, fue discípulo de Luis Ferrant y de Ribot. En la Exposición Nacional de Bellas Artes de 1866 presentó Un pilluelo robando la comida a un ciego defendido por su perro y Un gitano de las cuevas de Granada. Por el primero de estos cuadros obtuvo mención honorífica. En la Exposición del Círculo de Bellas Artes celebrada en 1880 presentó Un interior (Galicia) y Un estudio del natural.